# Trøndersk

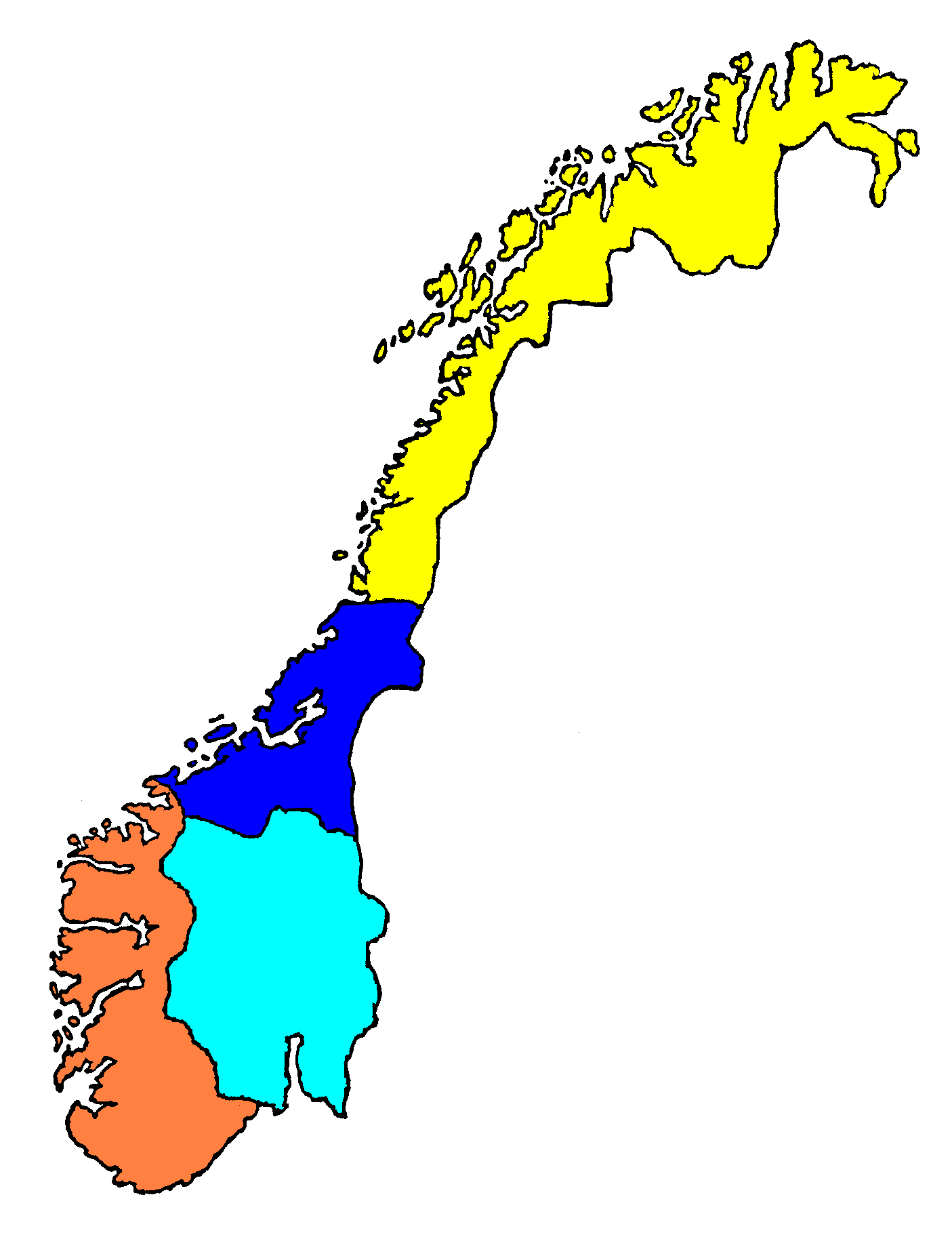
Les grands groupes de dialectes en Norvège (en bleu foncé, le domaine du trøndersk).

Le trøndersk (ou encore localement trønder(-dialekt), voire trøndsk en littérature linguistique) est un groupe de dialectes norvégiens parlés dans la région du Trøndelag, le district de Nordmøre et la municipalité de Bindal en Norvège, ainsi qu'à Frostviken dans le nord du Jämtland en Suède, qui fut colonisé XVIIIe siècle par des colons du Nord-Trøndelag avant d'être transféré à la Suède en 1751. Historiquement, il était également en usage dans d'autres régions du Jämtland et du Härjedalen (parfois encore appelées Øst-Trøndelag par quelques habitants et certains Norvégiens). 
Le dialecte se caractérise, parmi d'autres particularités, par l'usage de l'apocope, de la palatalisation et de la consonne battue rétroflexe voisée.
Le mot trøndersk est un adjectif relatif à un Trønder (habitant du Trøndelag) ou à une chose provenant du Trøndelag (y compris le dialecte).
Il n'existe pas d'orthographe standard pour le trøndersk. Le dialecte comprend plusieurs sous-dialectes plus ou moins distincts.

## Variations
Il existe des différences considérables entre les différents dialectes du Trøndersk. Ils sont plus traditionnels dans les zones rurales que dans les zones urbaines. On distingue inntrøndersk et uttrøndersk, sans pour autant qu'il y ait de frontières. À Trondheim, la langue de la ville est appelée fintrøndersken car elle est très influencée par le bokmål.
Les formes  en inntrøndersk sont våttå (ou vatta dans la vallée de Namdalen) pour «vite» (savoir) en bokmål et vukku (bokmål :«uke» - semaine), contre en uttrøndersk : vætta et vækka. 
Quelques exemples de prononciation en fintrøndersk et bredtrøndersk (i-e la forme traditionnelle en trøndersk)
| Bokmål  | Bokmålspreget | Tradisjonell |
| ------- | ------------- | ------------ |
| jente   | [jeɲce]       | [veic]       |
| sulten  | [suilcn]      | [sʉ:piɲ]     |
| smør    | [smør]        | [smæ:r]      |
| dør     | [dø:r]        | [dæ:r]       |
| bestikk | [bestikk]     | [haɲfeɲ]     |